# Dmitrij Petrovič Žloba
Dmitrij Petrovič Žloba (in russo Дмитрий Петрович Жлоба?; Kiev, 3 giugno 1887 – 10 giugno 1938) è stato un militare sovietico.
Nacque a Kiev in Ucraina, all'epoca parte dell'Impero russo.
Partecipò alla Guerra civile russa schierandosi dalla parte dei bolscevichi.
Venne estromesso dai suoi incarichi militari e condannato a morte nel 1938 durante le grandi purghe staliniane.